# Louis-Constant-Jacques Carl
Pour les articles homonymes, voir Carl.
Louis-Constant-Jacques Carl (10 octobre 1802, Strasbourg - 30 décembre 1852, Fort-de-France), est un homme politique français.

## Biographie
Issu d'une vieille famille bourgeoise de l'ancienne province d'Alsace, et neveu par sa mère de Georges Humann qui fut ministre des finances, il entra à l'École polytechnique, devint officier du génie, puis quitta la carrière militaire en 1826 pour étudier le droit. Reçu licencié, il fut nommé, après la révolution de Juillet 1830, procureur du roi près le tribunal civil de Strasbourg.
Le 4 novembre 1837, sous les auspices de son oncle, il fut élu député dans le premier collège du Bas-Rhin (Strasbourg) ; il siégea dans la majorité conservatrice et prit la parole dans un certain nombre de discussions, et notamment dans celles du projet de loi relatif aux tribunaux de première instance, du budget de l'instruction publique et du projet de loi sur les chemins de fer.
Réélu par le même collège, le 2 mars 1839, Carl fut encore l'auteur d'une importante proposition sur la liberté de l'enseignement, tendant à abroger les articles 15, 16 et 22 du décret de 1811, à permettre aux chefs d'institution de donner un enseignement complet, et à dispenser les aspirants bacheliers de la production des certificats de rhétorique et de philosophie. Cette proposition dirigée contre l'Université et son « monopole, » ne fut pas adoptée.
Il épousa sa cousine germaine, Claire Marguerite Pauline Humann.

## Pour approfondir